# Нематджан Закиров
Нематджан Закиров е бивш киргизстански футболист (защитник, халф) и настоящ треньор. Роден е в Ош, Киргизка ССР, СССР на 1 януари 1962 г.
Играл е за:
- „Алга“ (Фрунзе, Киргизстан) – преименуван на СКА-ПВО (1996), обединен с „Шоро“ в „Шоро-СКА“ (2004),
- „Алай“ (Ош, Киргизстан),
- „Пирин“ (Благоевград),
- „Левски“ (Кюстендил),
- „Астана“ (Казахстан),
- „Жетису“ (Талдикорган, Киргизстан),
- СКА-ПВО (Киргизстан).

Има 5 мача и гол за националния отбор на Киргизстан. Бивш треньор на „Шоро-СКА“. От 2003 г. е треньор на националния отбор на Киргизстан, а от есента на 2006 г. – и на „Абдиш-Ата“ (Кант, Киргизстан).

## Статистика по сезони
- 1980, „Алга“ – 8 мача / 0 гола
- 1981, „Алга“ – 19/0
- 1982, „Алга“ – 23/0
- 1983, „Алга“ – 38/2
- 1984, „Алга“ – 33/3
- 1985, „Алай“ – 31/4
- 1986, „Алай“ – 32/0
- 1987, „Алга“ – 33/7
- 1988, „Алга“ – 32/4
- 1989, „Алга“ – 33/2
- 1990, „Алга“ – 40/4
- 1991, „Алга“ – 41/3
- 1992, „Алга“ – 10/5
- 1992-1993, „Пирин“ (А група) – 26/2
- 1993-1994, „Пирин“ (А група) – 28/3
- 1994-1995, „Левски“ (Б група) – 27/5
- 1995-1996, „Левски“ (А група) – 30/0
- 1996-1997, „Левски“ (А група) – 29/0
- 1997, „Астана“ – 12/0
- 1998, „Астана“ – 24/1
- 1999, „Жетису“ – 21/0
- 2000, СКА-ПВО – 21/0
- 2001, СКА-ПВО – 7/0